# Felipe Lima
Felipe Ferreira Lima (Cuiabá, 5 aprile 1985) è un ex nuotatore brasiliano.
Ha gareggiato alle Olimpiadi di Londra 2012 nei 100 metri rana raggiungendo le semifinali.

## Palmarès
- Mondiali

Barcellona 2013: bronzo nei 100m rana.
Gwangju 2019: argento nei 50m rana.
- Mondiali in vasca corta

Windsor 2016: argento nella 4x50m misti mista, bronzo nei 50m rana.
Hangzhou 2018: bronzo nei 50m rana e nella 4x50m misti.
- Giochi panamericani

Rio de Janeiro 2007: argento nella 4x100m misti.
Guadalajara 2011: oro nella 4x100m misti, argento nei 100m rana.
Toronto 2015: oro nella 4x100m misti, argento nei 100m rana.
Lima 2019: argento nei 100m rana e nella 4x100m misti.
- Giochi sudamericani

Santiago 2014: oro nei 100m rana e nella 4x100m misti.
- Universiadi

Bangkok 2007: argento nei 50m rana.

## International Swimming League
| Stagione 2019 | Stagione 2020   | Stagione 2021   |
| ------------- | --------------- | --------------- |
| LA Current    | Energy Standard | Energy Standard |